# La Symphonie nuptiale
Pour plus de détails, voir Fiche technique et Distribution.
La Symphonie nuptiale (The Wedding March) est un film américain réalisé par Erich von Stroheim, sorti en 1928. Il se compose de deux parties : 
1. La Symphonie nuptiale (The Wedding March)
2. Mariage de Prince (The Honeymoon)

La seconde partie est aujourd'hui considérée comme perdue.

## Synopsis
Vienne, 1914. L'aristocratique famille von Wildeliebe-Rauffenbourg dissimule sa ruine derrière les apparences d'un train de vie fastueux en son palais. Le Prince Ottokar et la Princesse Maria ne voient d'autre issue financière que de trouver un mariage fortuné pour leur fils unique Nicki. Celui-ci, dandy aux mœurs libertines, séduit une pauvre fille, la jolie Mitzi dont il tombe sincèrement amoureux. Mais, lui dit sa mère, et c'est la morale - fort peu morale - de ce film éblouissant, "l'amour est une chose, le mariage en est une autre". La scène finale, symboliste et baroque, où la grandiose cérémonie du mariage de Nicki avec Cecelia, une riche héritière boiteuse et sans joie, est entrecoupée de mains de squelette se déplaçant sur le clavier de l'orgue, range cette union résignée non pas du côté du bonheur, mais de la mort.

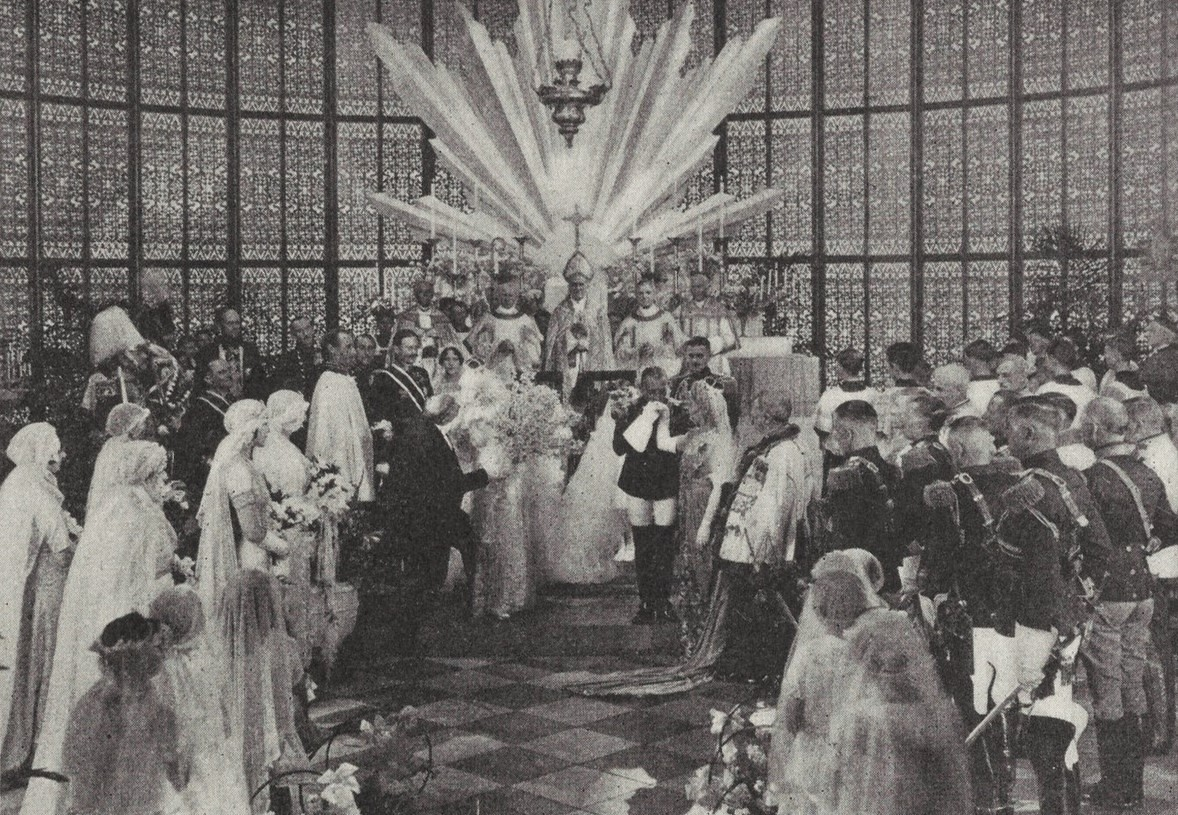
Image extraite du film.

## Fiche technique
- Titre : La Symphonie nuptiale
- Titre original : The Wedding March
- Réalisation : Erich von Stroheim
- Scénario : Erich von Stroheim et Harry Carr
- Production : Patrick A. Powers, Adolph Zukor et Jesse L. Lasky
- Société de production : Paramount Pictures
- Musique : J. S. Zamecnik
- Photographie : Harry Thorpe (ou Harris Thorpe) et Bill McGann (ou William C. McGann, assistés de Ben Reynolds (Ben F. Reynolds) (cadreur), Roy H. Klaffki, Ray Rennahan (caméra Techicolor), Hal Mohr et Buster Sorenson
- Montage : plusieurs montages successifs à la demande de la Paramount visant à réduire la durée du film

1. Frank Hull et Erich von Stroheim (1927)
2. Josef von Sternberg (1927)
3. Julian Johnston (1928)
4. Josef von Sternberg et Erich von Stroheim (1928)
5. Erich von Stroheim, Denise Vernac et Renée Lichtig pour la cinémathèque française (1954)

- Décors : Richard Day
- Costumes : Max Ree
- Pays d'origine : États-Unis
- Tournage : du 2 juin 1926 au 30 janvier 1927
- Format : Noir et Blanc et Technicolor - 1,33:1 - Mono - 35 mm
- Genre : Comédie dramatique
- Durée : 113 minutes (155 minutes pour les deux parties)
- Date de sortie : Avant première 6 octobre 1928, première au Rivoli Theatre de New York

## Distribution

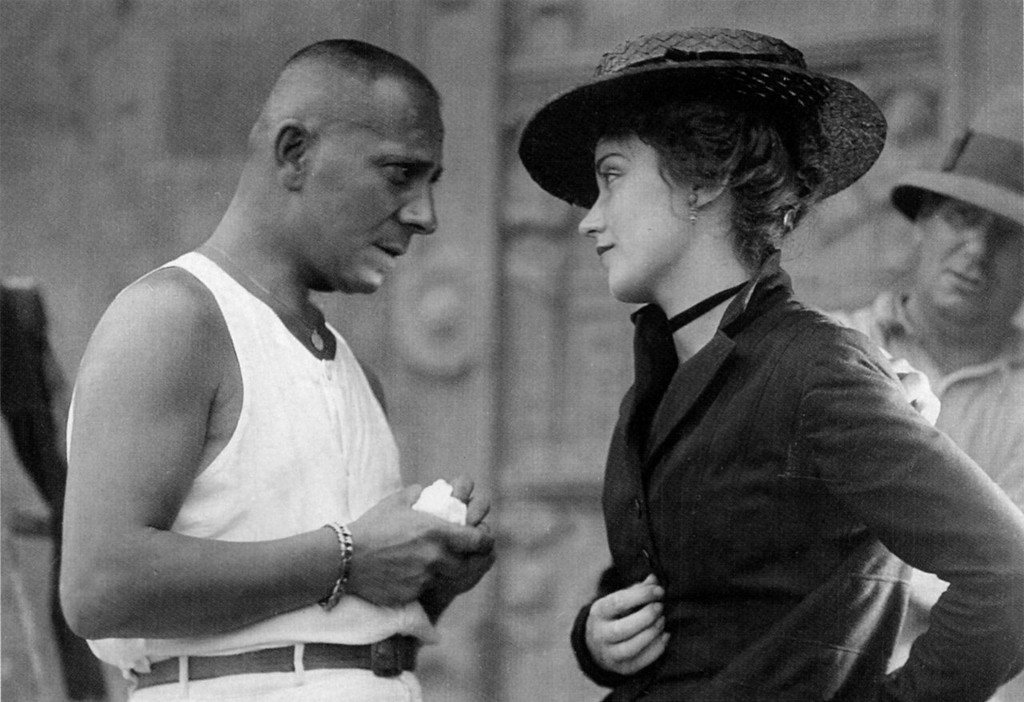
Fay Wray et Erich von Stroheim dans une scène du film.

- Erich von Stroheim : Prince Nicki von Wildeliebe-Rauffenburg
- Fay Wray : Mitzi Schrammell
- Matthew Betz : Schani Eberle
- Zasu Pitts : Cecelia Schweisser
- George Fawcett : Prince Ottokar von Wildeliebe Rauffenburg
- Maude George : Princesse Maria
- George Nichols : Fortunat Schweisser
- Dale Fuller : Katerina Schrammel
- Hughie Mack : Père de Schani
- Cesare Gravina : Martin Schrammell
- Sidney Bracey : Navratil
- Anton Vaverka : Empereur Franz-Josef
- Albert Conti (non crédité) : Garde impérial